# IC 4608
IC 4608 — галактика типу SBm () у сузір'ї Райський Птах.
Цей об'єкт міститься в оригінальній редакції індексного каталогу.